# 公历
公曆，是國際通用的曆法。格里曆（拉丁語：Calendarium Gregorianum），又称格里高利历，是现行的公历，属于阳历的一种。它由教宗額我略十三世于1582年10月颁布，用以取代儒略曆。其主要改革在于重新定义了闰年规则，使得历法年的平均长度（365.2425日）更接近地球绕太阳公转的回归年（约365.2422日），以修正儒略历积累的误差并更准确地确定复活节的日期。
格里历因其准确性，逐步被世界各国采纳为民用曆法。在中国，公历自20世纪初开始推广使用，曾有“西历”、“国历”等称谓，现为官方和民间通用的历法。民间亦常称之为“阳历”（用以区别于常称之为“阴历”的农历）或“新历”。

## 历史

### 格里历的改革：缘起与必要性
儒略曆由尤利乌斯·凯撒于公元前45年采纳，其规定平均一年为365.25天。这个长度比实际的回归年（约365.2422天）长了约11分14秒。这意味着儒略历每过约128年就会比回归年多出一天。到了16世纪，这种累积的误差已达10天左右，导致像春分这样的重要节气在日历上的日期与实际天文现象严重不符。这对基督教会来说尤其困扰，因为复活节的日期是根据春分来确定的。
为了解决此问题，額我略十三世任命了一个改革委员会，其中包括意大利醫生兼哲學家阿洛伊修斯·里利乌斯和耶穌會神父兼天文學家克里斯托佛·克拉烏。他们基于里利乌斯的方案制定了新的历法。1582年2月24日，額我略十三世颁布了名为《最为重要之事》（拉丁語：Inter gravissimas）的教宗诏书，正式推行格里历改革。
改革首先要消除已经积累的误差。为此，规定将1582年10月4日（星期四，儒略历）之后的次日定为1582年10月15日（星期五，格里历），即从中删除了10天。星期的顺序则保持不变。

### 全球采纳过程
格里历的采纳过程是渐进的，并受到当时欧洲政治和宗教分裂的影响。
天主教地區為首批采纳意大利、西班牙、葡萄牙、波兰立陶宛联邦、法兰西王国等天主教国家及其殖民地在1582年立即或很快采纳了格里历 。
新教地区的延迟由于宗教对立，许多新教国家最初抵制格里历。例如，德意志各新教邦国直到1700年才部分采纳；大不列颠王国及其美洲殖民地（后来的美国一部分）在1752年才改用格里历，届时日期已需调整11天。
东正教地区的进一步延迟东正教国家坚持使用儒略历更长时间。例如，俄罗斯直到1918年才采纳格里历（民用），希腊则在1923年成为最后一个采纳格里历（仅限民用）的欧洲国家。
日期标记的过渡在格里历与儒略历并用的过渡时期，为了区分日期，常会同时标注“旧式”（Old Style, O.S.，指儒略历）和“新式”（New Style, N.S.，指格里历）日期 。
非西方国家的采纳随着全球化的进程，特别是在19世纪和20世纪，大多数非西方国家也出于国际交往和现代化的需要，采纳了格里历作为民用历法。例如，日本在1873年（明治六年）改用格里历。
各国详细的采纳日期、背景及具体转换细节可参见格里历采纳史。

### 在中国的采纳与称谓演变
格里历传入中国经历了一个逐步认知、采纳和本土化的过程，其称谓也随之演变。
早期传入与“西历”早在明末清初，通过耶稣会传教士的引介，格里历的知识已传入中国。格里历是一种纯粹的太阳历，以地球绕太阳公转的周期为基础，不考虑月相变化，因此被称为“阳历”。而中国传统农历是阴阳合历，既参考太阳的周年运动，也以月亮的朔望周期为基础，故称“阴历”。在清朝，官方和民间常将格里历称为“西历”，以示其外来属性。
中华民国的采纳与“国历”辛亥革命后，中华民国临时政府于1912年1月1日成立。孙中山就任临时大总统后，采纳了改用阳历作为国历的建议，并于当日发布《改用阳历令》，决定自当年起采用格里历。尽管如此，在一段时间内，新旧历法（即公历与农历）处于并存状态（“新旧两曆并存”）。
国民政府时期的推广国民政府在形式上统一全国后，于1928年10月10日通过决议，规定自1929年1月1日起，全国正式使用公历，并与中华民国纪年（民国纪元）并行。这标志着公历在中国作为官方主要历法地位的进一步巩固。同时，“公历”一词也开始出现在对外条约等官方文件中。
中华人民共和国的沿用与“公元纪年”1949年9月27日，中国人民政治协商会议第一届全体会议决定，中华人民共和国采用世界通用的公元纪年制度，即改民国纪元为公元纪年，继续使用格里历作为国家的标准历法。采用“公元”这一称谓，部分原因是为了淡化其基督教色彩。
民间俗称传统上，公历常被通俗地称为“阳历”，以区别于常被通俗地称为“阴历”的“农历”（“农历”兼顾太阳和月亮运行周期，实为阴阳历）。此外，“新历”也是一个相对于“旧历”（农历）的常用称呼。
中国对格里历的采纳并非一蹴而就，而是经历了从初步接触、官方倡导、双轨并行到全面确立的阶段性过程。这一过程伴随着称谓的演变，反映了国际标准历法与中国本土深厚历法传统的互动与融合。

## 历法结构与规则
格里历與儒略曆一樣，每年都有12個月，每月的天数在28到31天之间。两种历法的年份通常为365天，在閏年的2月增加一个閏日，使闰年为366天。格里曆的月份名称和各月天数与儒略曆完全相同。
| 特性                                                 | 儒略历                    | 格里历 (公历)                                                                                          |
| ---------------------------------------------------- | ------------------------- | --- |
| 平均年长                                             | 365.25日                  | 365.2425日                                                                                             |
| 闰年规则                                             | 公元年份能被4整除的为闰年 | 公元年份能被4整除的为闰年， 但若能被100整除而不能被400整除的则为例外（平年）， 能被400整除的仍为闰年。 |
| 每400年闰年数                                        | 100个                     | 97个                                                                                                   |
| 与回归年的近似误差 （每400年历法年比回归年累计多出） | 约3.12日                  | 约0.12日（更精确地说，格里历400年共146097天，400个回归年约146096.88天，误差约0.12天）                  |

## 闰年规则
格里历的核心改革在于其精确的閏年規則：
公元年份如能被4整除，则为閏年（例如，2020年、2024年）。但是，如果公元年份能被100整除（世纪年），则必須也能被400整除才是閏年（例如，1700年、1800年、1900年均不是閏年，而1600年、2000年是閏年。——美国海军天文台
此规则确保了格里历的平均年长为 365+97/400=365.2425 日。儒略历的闰年规则仅为“能被4整除的年份即为闰年”，导致其平均年长为365.25日。因此，格里历每400年比儒略历少3个闰年（即3个世纪平年）。

### 历法周期
格里历的完整日期和星期对应关系每400年重複一次。一个400年的周期共有 400×365+97=146097 天。在这400年中，有303个平年（365天）和97个闰年（366天）。由于146097能被7整除（146097÷7=20871），所以400年后，相同的日期会对应到相同的星期。

## 纪年方式
格里历通常采用基督纪年（Anno Domini, AD）或其现代世俗化版本公元（Common Era, CE）进行年份编号。此纪年体系传统上以推算的耶稣诞生之年为元年（即公元1年）。尽管现代学术研究普遍认为耶稣的实际出生年份并非恰好是公元1年。
在中文里，这一纪年系统标准名称为“公元”。公元纪年中不设“公元0年”，公元前1年（1 BC）之后紧接着的是公元1年（AD 1）。需要注意的是，天文学家在进行历史计算时，有时会采用一种包含0年的纪年方式（0年对应公元前1年，-1年对应公元前2年，以此类推），但这主要用于计算便利，与民用历法的习惯不同。
中华人民共和国采用“公元”作为官方纪年名称，这一选择在一定程度上也是为了使用一个更具世俗性的术语，以淡化该纪年方式原有的宗教关联。

## 公历与阳历的关系
“公历”与“阳历”是两个相关的历法术语，在不同语境下有特定含义。
阳历以地球绕太阳公转周期（即回归年，约365.2422天）为基础的历法系统，旨在使历年长度与季节循环保持一致。还包括历史上曽使用的儒略历。伊朗历也是一种阳历。
公历（即格里历)是阳历的一种，目前国际上最广泛使用的标准历法。
因此，（现行）公历属于阳历，但阳历不限于公历。
在日常中文中，“公历”常被简称为“阳历”，这种用法简洁明了，但不够严谨，因为“阳历”是更广义的类别，而“公历”是其特定实现。

## 準確性与长期稳定性
格里历的平均年长为365.2425日，与当前一个回归年的平均长度（约365.24219日）非常接近 。具体而言，格里历的历法年比回归年平均长约0.00031日，即大约26.8秒。
这意味着格里历相对于回归年（即季节周期）会缓慢积累误差。这种误差累积到一整天大约需要 1÷0.00031≈3225 年。因此，从几千年的人类文明尺度来看，格里历对于民用目的而言具有非常高的准确性和稳定性。
尽管如此，格里历并非完美无缺。除了上述与回归年的微小差异外，地球自转速度的长期变化（导致日长变化）以及回归年本身长度的缓慢变化等因素，都会对超长时间尺度的历法精度构成挑战。历史上曾有过对格里历进一步改革的讨论，例如约翰·赫歇尔曾提议修改闰年规则为“每4000年减1闰”（即4000年设969个闰年，使平均年长为365.24225日），以更逼近回归年，但此类提案均未被广泛采纳。
目前，格里历仍然是科学和民用领域最为精确和实用的历法系统。